# Widrodżennia (rejon bachmucki)
Widrodżennia (ukr. Відродження) – wieś na Ukrainie, w obwodzie donieckim, w rejonie bachmuckim. W 2001 liczyła 278 mieszkańców.